# Parafia Podwyższenia Krzyża Świętego w Osiu
Parafia Podwyższenia Krzyża Świętego w Osiu – rzymskokatolicka parafia w Osiu. Należy do dekanatu jeżewskiego diecezji pelplińskiej. Erygowana w XIII wieku. Mieści się przy ulicy Kościelnej.
Miejscowości należące do parafii: Brzeziny, Grzybek, Miedzno, Nowy Jaszcz, Osie, Radańska, Stara Rzeka, Starnie, Stary Jaszcz, Tleń, Wałkowiska, Wierzchy, Żur. Kościół filialny: św. Marii Magdaleny w Tleniu.